# 福岡県道9号室木下有木若宮線
福岡県道9号室木下有木若宮線（ふくおかけんどう9ごう むろきしもあるきわかみやせん）は、福岡県鞍手郡鞍手町から宮若市に至る県道（主要地方道）である。

## 概要
鞍手郡鞍手町大字室木から宮若市沼口に至る。全線が九州自動車道に並行し、若宮ICと接続する。周辺は高速道路を活用した工業団地が多数建ち並んでいる。
2011年（平成23年）夏に宮田SICが供用開始されたため、当線はバイパス道路への切り替えが行われた。

### 路線データ
- 起点：福岡県鞍手郡鞍手町大字室木（室木交差点、福岡県道55号宮田遠賀線交点）
- 終点：福岡県宮若市沼口（沼口交差点、福岡県道30号飯塚福間線交点）

## 歴史
- 1993年（平成5年）5月11日 - 建設省から、県道室木下有木若宮線が室木下有木若宮線として主要地方道に指定される[1]。
- 1994年（平成6年）4月1日 - 路線認定。
- 2023年（令和5年）3月31日 - 福岡県告示第205号により、宮若市四郎丸 - 宮若市芹田の旧道の県道指定が解除され、同区間は福岡県道87号岡垣宮田線の単独区間に変更[2]。

## 路線状況

### 道路施設

#### 橋梁
- 下有木橋（有木川、宮若市）
- 沼口橋（山口川、宮若市）

## 地理

### 通過する自治体
- 鞍手郡鞍手町
- 宮若市

### 交差する道路
| 交差する道路            | 市町村名 | 市町村名 | 交差する場所 | 交差する場所                  |
| ----------------------- | -------- | -------- | ------------ | ----------------------------- |
| 福岡県道55号宮田遠賀線  | 鞍手郡   | 鞍手町   | 大字室木     | 室木交差点 / 起点             |
| 福岡県道87号岡垣宮田線  | 宮若市   | 宮若市   | 四郎丸       | 四郎丸交差点                  |
| E3 九州自動車道         | 宮若市   | 宮若市   | 下有木       | 宮田SIC入口交差点 4-2 宮田SIC |
| 福岡県道463号芹田石丸線 | 宮若市   | 宮若市   | 芹田         | 芹田東交差点                  |
| E3 九州自動車道         | 宮若市   | 宮若市   | 沼口         | 5 若宮IC                      |
| 福岡県道30号飯塚福間線  | 宮若市   | 宮若市   | 沼口         | 沼口交差点 / 終点             |

### 沿線
- 鞍手カントリー倶楽部
- ザ・クラシックゴルフカントリー
- 宮田工業団地
  - トピー工業鞍手工場
  - 東罐興業福岡工場
  - トヨタ自動車九州